# Rhizopodomyces
Rhizopodomyces — рід грибів родини Laboulbeniaceae. Назва вперше опублікована 1931 року.

## Класифікація
Згідно з базою MycoBank до роду Rhizopodomyces відносять 7 офіційно визнаних видів:
- Rhizopodomyces basifurcatus
- Rhizopodomyces californicus
- Rhizopodomyces erectus
- Rhizopodomyces geniculatus
- Rhizopodomyces merragatae
- Rhizopodomyces mexicanus
- Rhizopodomyces polhemi